# Samuelssonia verrucosa
Samuelssonia verrucosa är en akantusväxtart som beskrevs av Ignatz Urban och Ekman. Samuelssonia verrucosa ingår i släktet Samuelssonia och familjen akantusväxter. Inga underarter finns listade i Catalogue of Life.